# Полевой каток

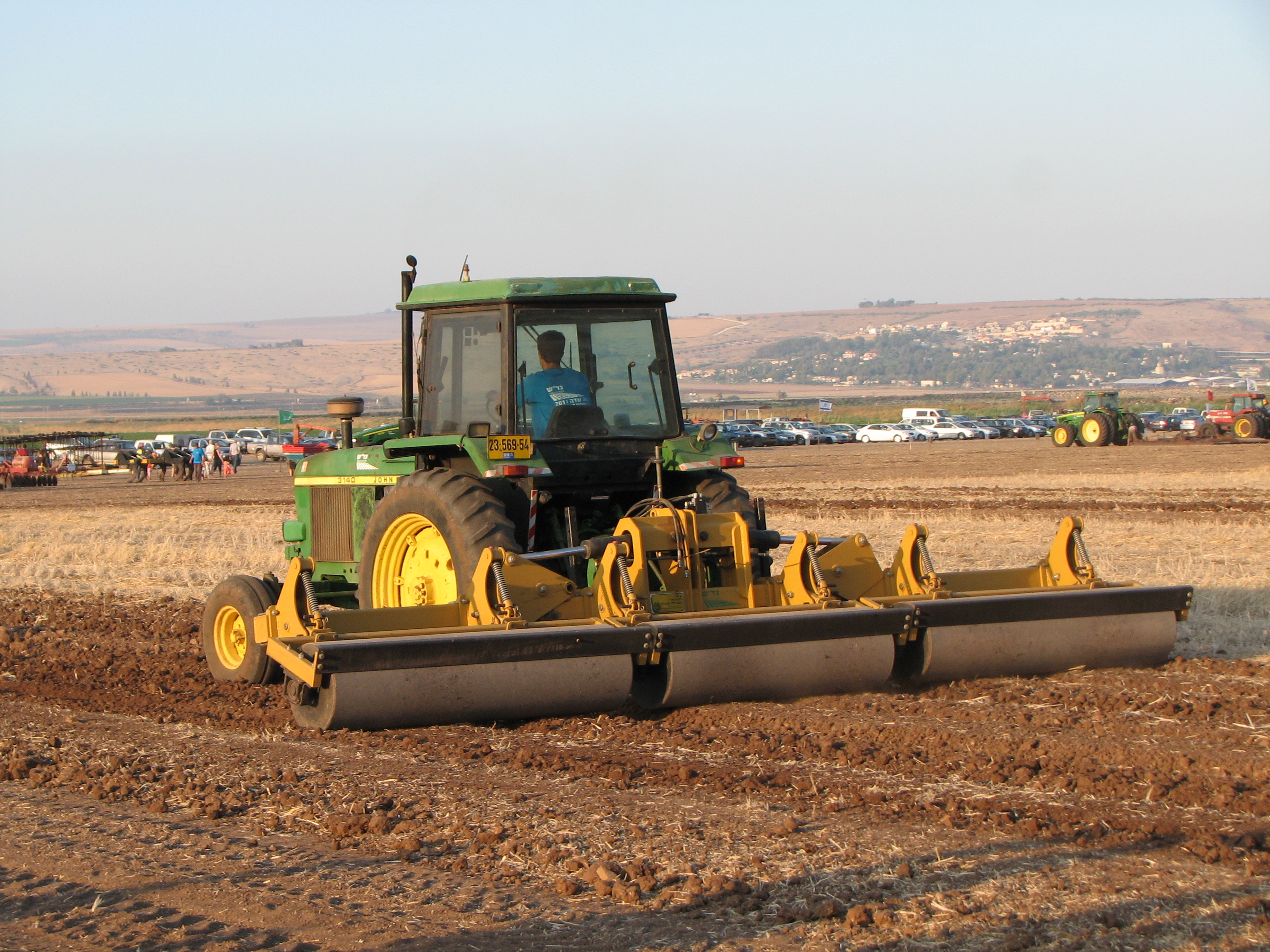
3-х секционный прицепной гладкий каток агрегатированный с колёсным трактором

Полево́й като́к — сельскохозяйственное орудие для выравнивания и уплотнения поверхностного слоя почвы, дробления и разрушения почвенных глыб, комков и корки.
В Толковом словаре живого великорусского языка Владимира Даля сказано что Като́к (м.) тяжёлый, округлый кряж, или того же вида каменная, чугунная вещь, на оси, для разбивки комьев (зубчатый) или для укатывания дорог;

## Применение

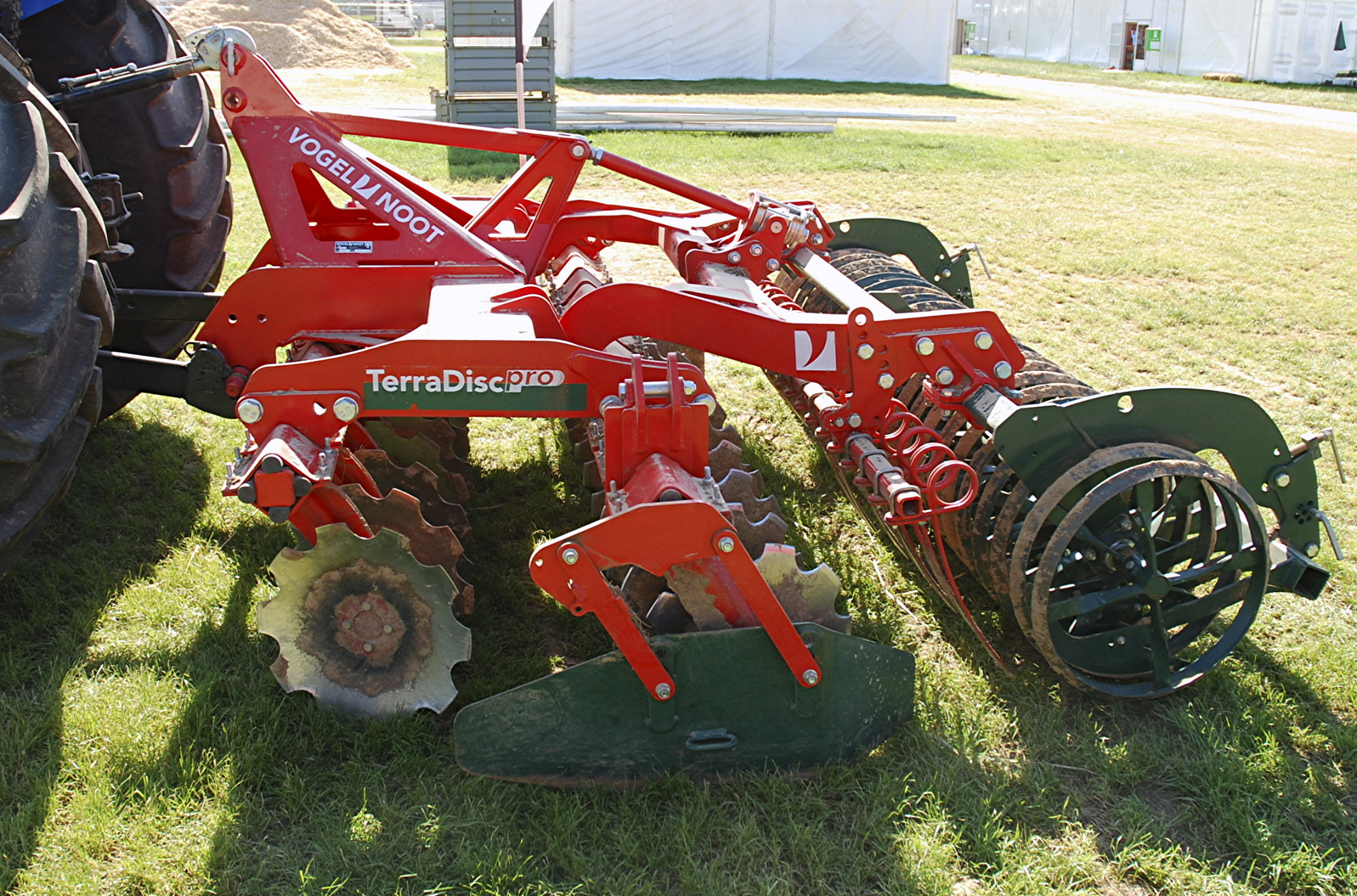
Комплексный навесной агрегат с двухрядной дисковой и однорядной зубковой проволочной боронами, раздельнокольчатым катком

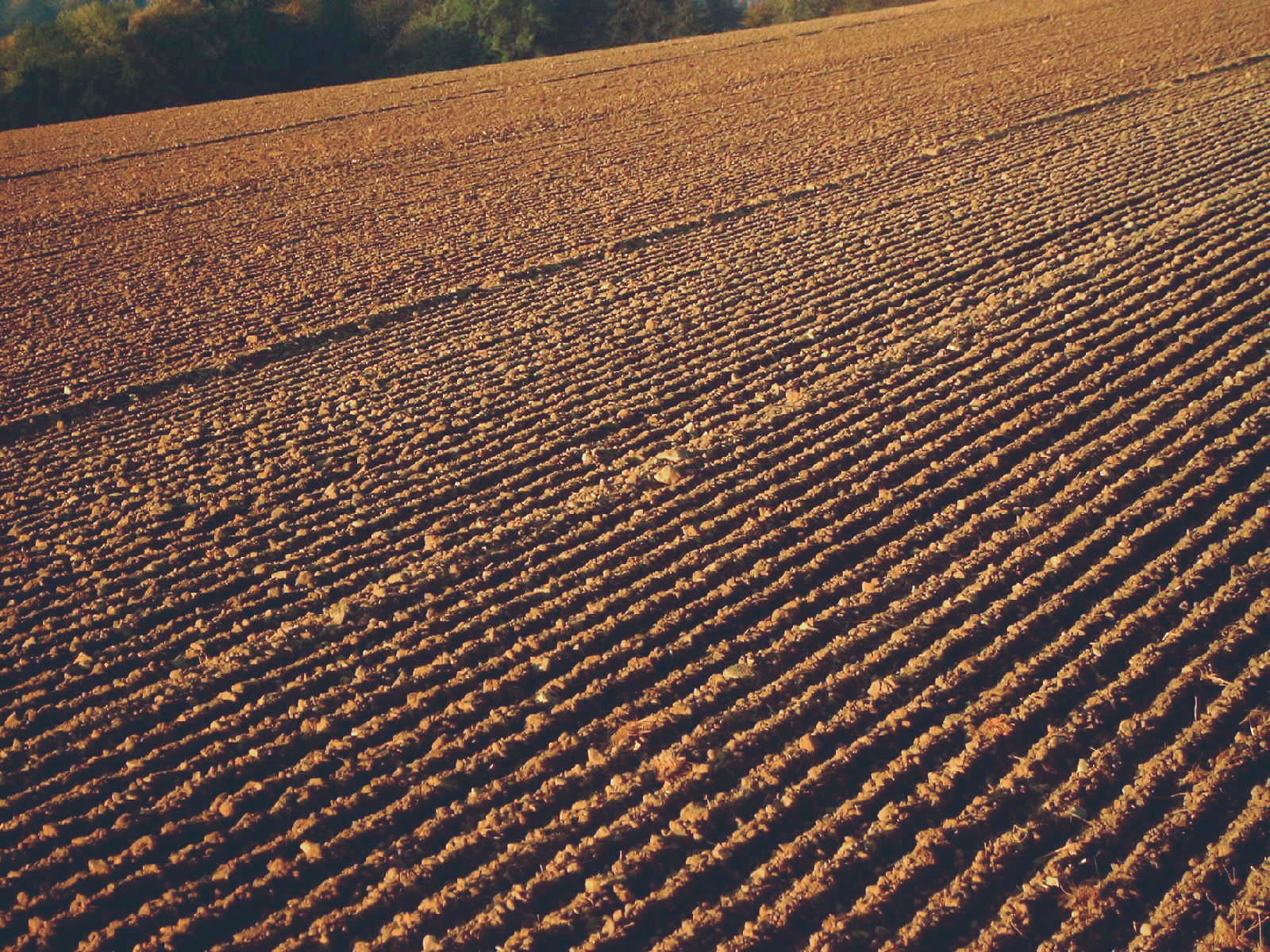
Поле после прокатки кольчато-зубчатым катком

Часто используется для разбивания комков почвы после вспашки. Каток прицепляется к трактору или животным, например, лошадям или волам.
Равномерное распределение земли делает легче последующие борьбу с сорняками и уборку урожая, также прокатка помогает уменьшить потерю влаги из обрабатываемой земли. В травяных полях, укатываются неровности земли для лучшего прохождения косилок и уплотнения поверхности почвы.
Во многих случаях используется тяжелый длинный цилиндрический ролик и вес ему можно придать по-разному. Каток может состоять из одного или нескольких цилиндров, изготовленных из толстой стали. Тонкие стальные цилиндры заполняют бетоном или водой. Преимущество заполнения водой в том, что она может быть слита и лёгкий каток проще транспортировать. В холодных районах, где вода замерзает, её необходимо сливать на время зимнего хранения, чтобы избежать поломок из-за расширения воды при превращении в лёд.
Плоский ручной каток используют в крикете чтобы делать игровую площадку плоской и менее опасной для игроков, также для этих целей могут использоваться дорожные катки. Подобные плоские ручные катки также называются садовыми или газонными.
В сельском хозяйстве ранее катки (гарманы) применялись также для обмолота зерна. 

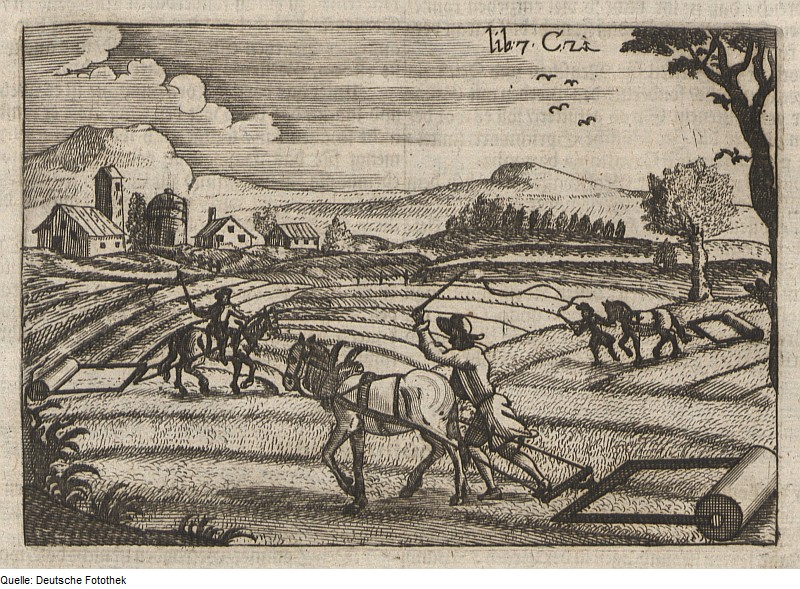
Полевые катки запряжённый лошадьми, XVII век
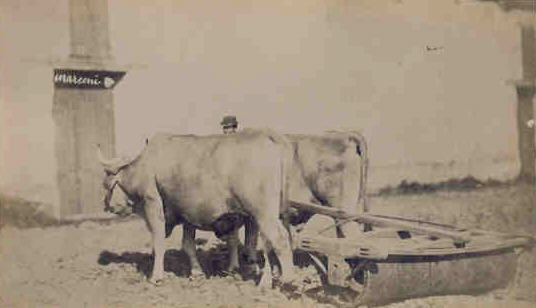
Полевой каток запряжённый быками, XIX век
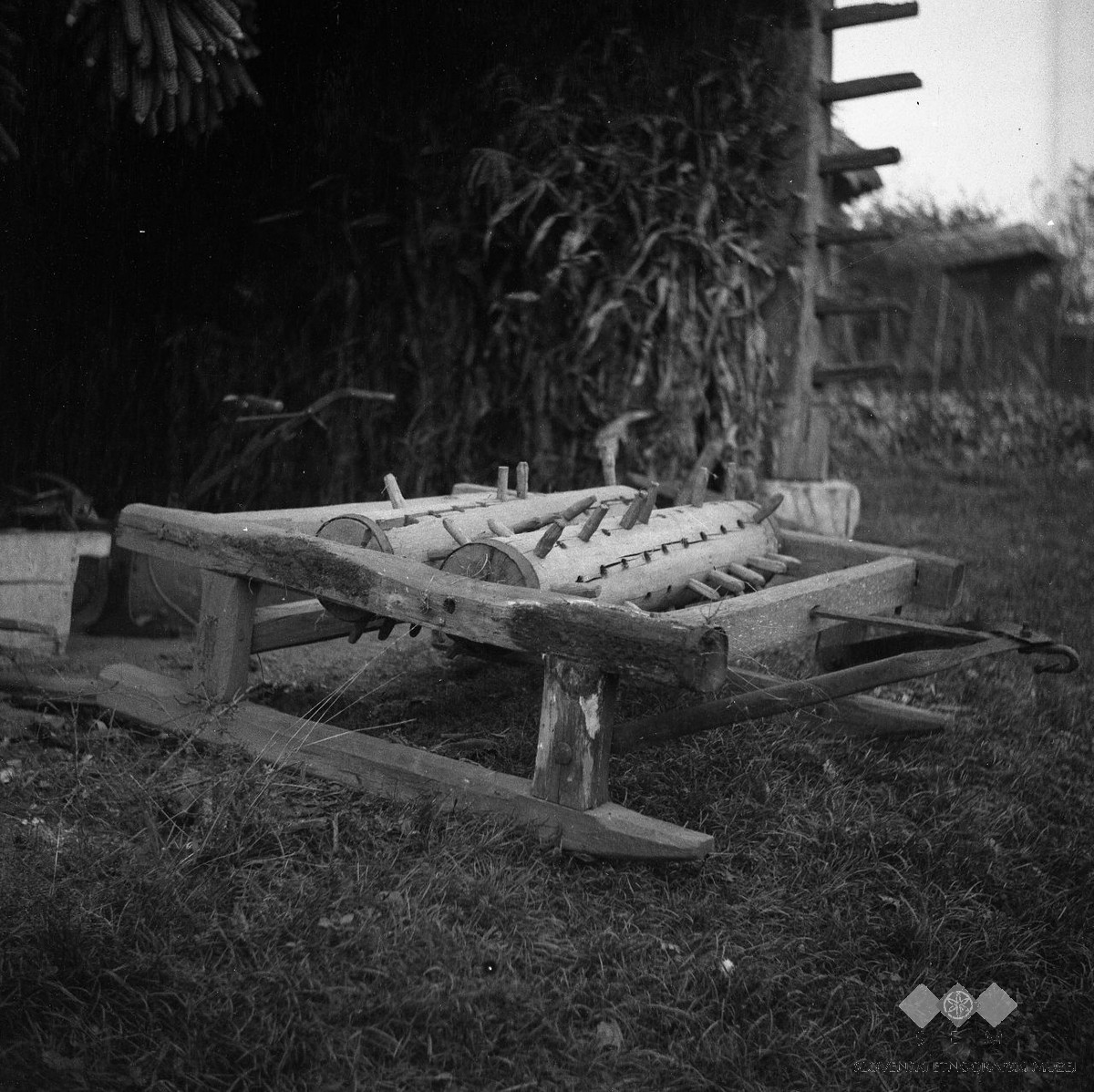
Деревянный полевой борончатый каток, перевёрнут
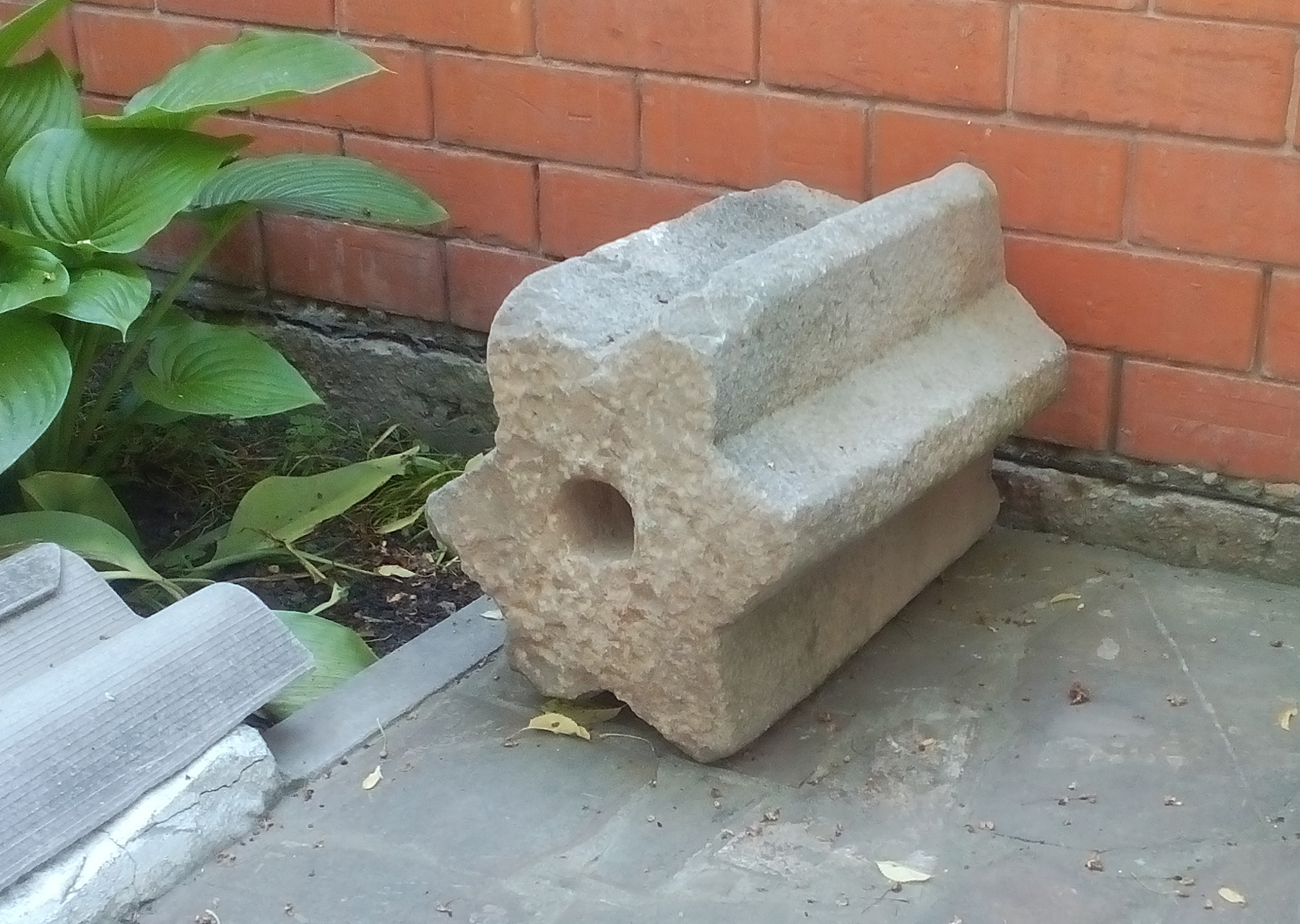
Шестигранный каток — гарман
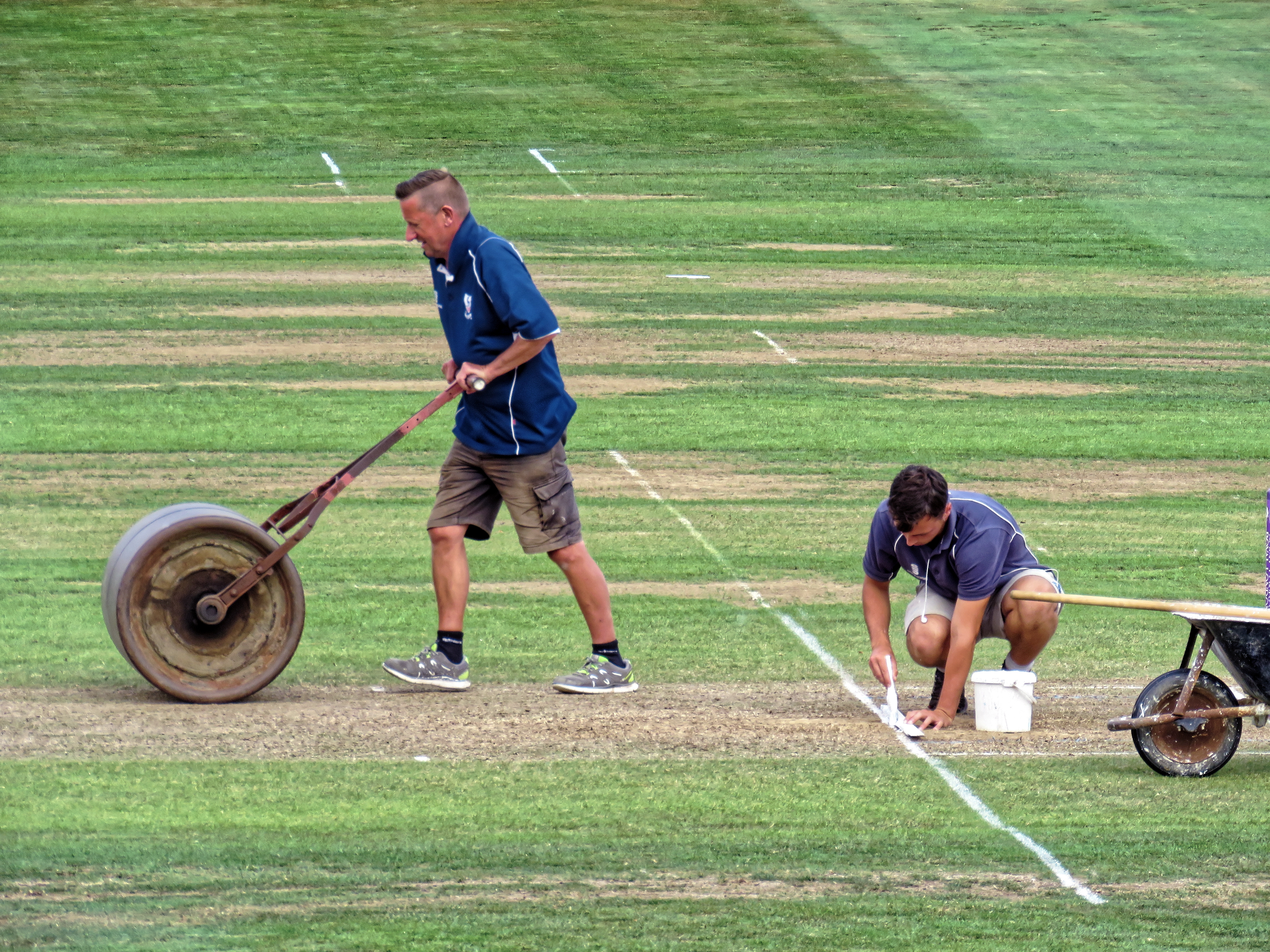
Ручной каток на поле для крикета

## Многосекционный каток
На подготовленной почве цельный каток имеет недостаток в том, что на повороте внешний конец цилиндра должен вращаться быстрее, чем внутренний конец, из-за чего происходит занос одного или обоих концов. Цельный каток, оказавшись на мягком грунте, будет скользить, собирая кучу почвы на внешнем радиусе, оставляя отвалы грунта. Катки часто делают из двух или трех секций, чтобы частично решить эту проблему, а кембриджский каток полностью её устраняет за счет установки множества мелких сегментов на одной оси так, что каждый может вращаться со своей скоростью.
Поверхность катка может быть гладкой или текстурированной, что помогает разбивать почву или делать бороздки на окончательной поверхности для уменьшения вымывания почвы от дождя. Для этого каждый сегмент кембриджского катка имеет продольное ребро.
Катки могут быть объединены в группу или сочетаться с другим оборудованием, например, плугами, бороной, сеялкой.

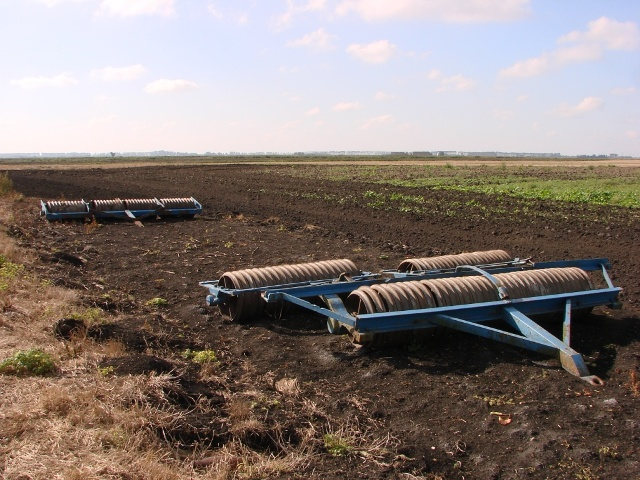
Прицепной кольчатый каток из колец с клинчатым ободом
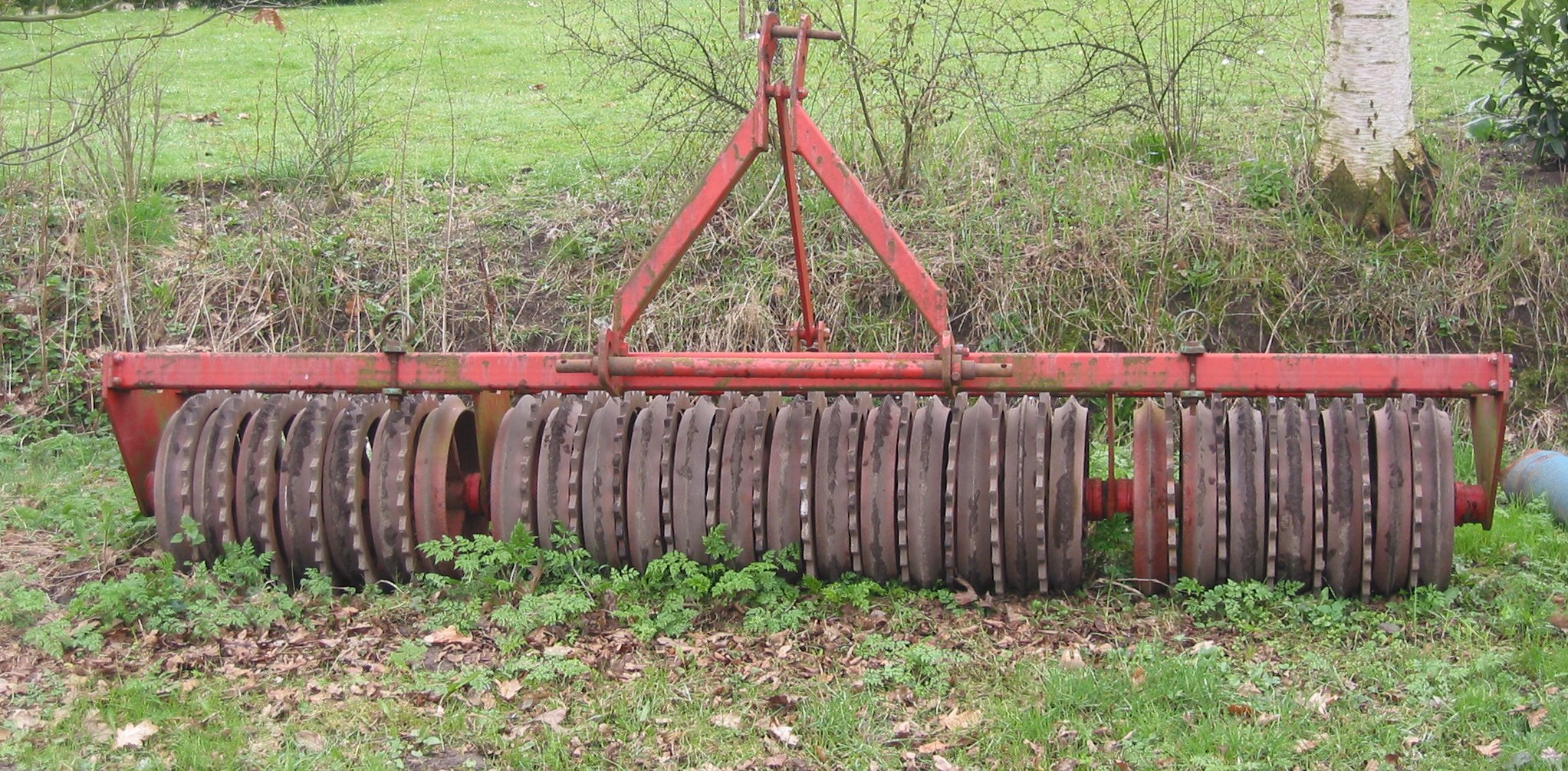
Кольчато-зубчатый (кембриджский) навесной каток
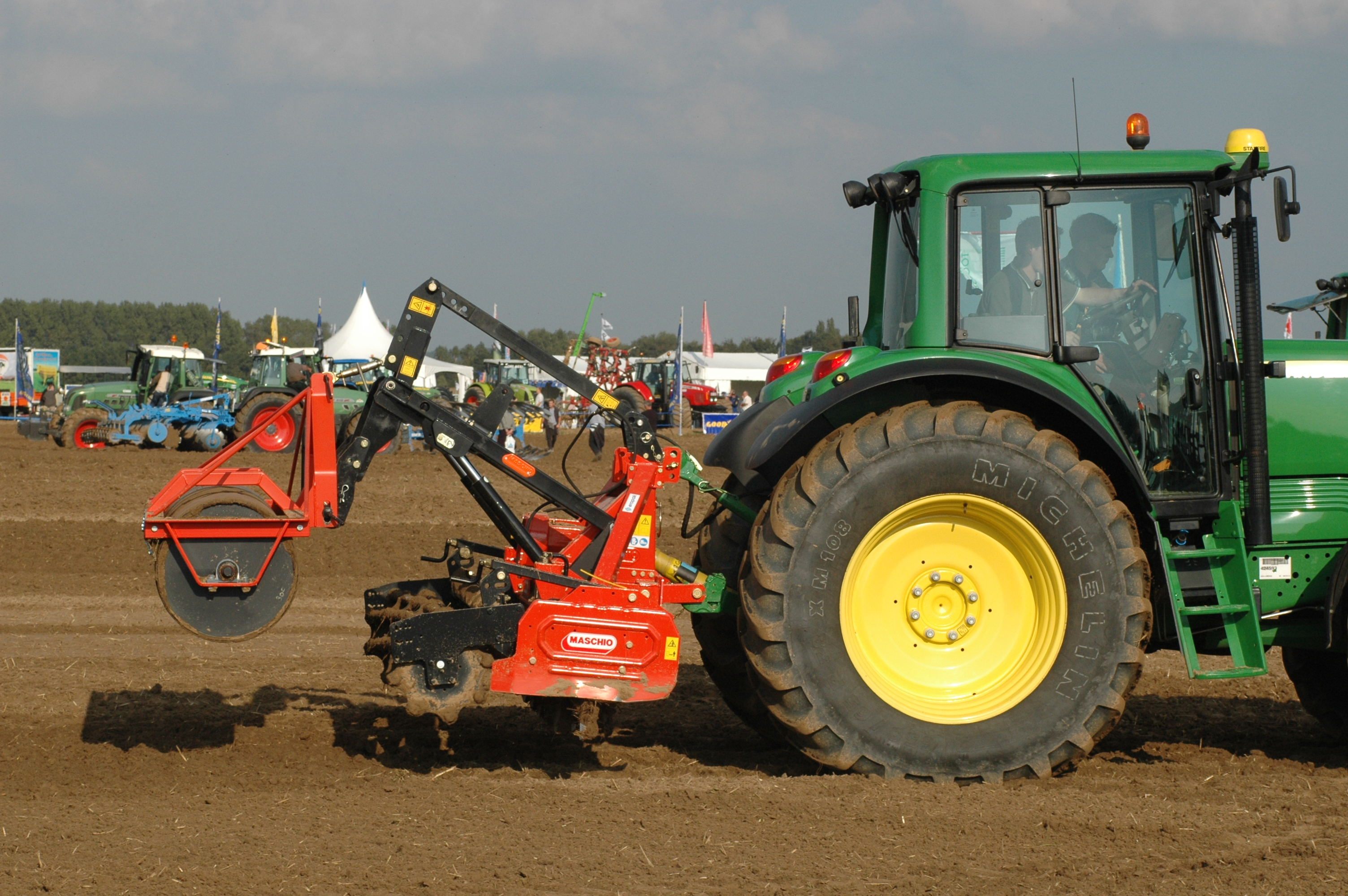
Навесная дисковая борона комбинированная с гладким катком
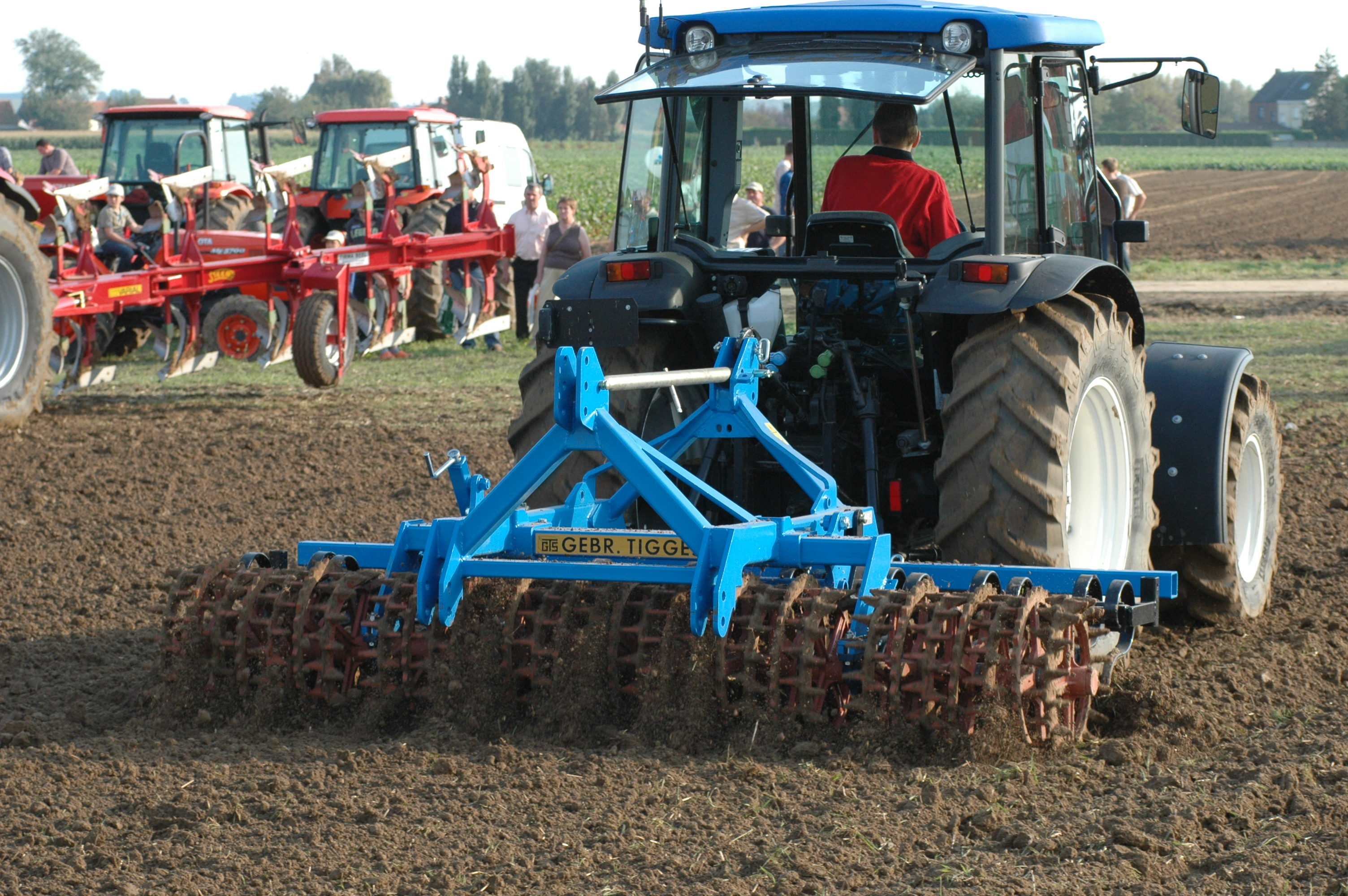
Навесная зубковая пружинчатая борона комбинированная со шпоровым катком
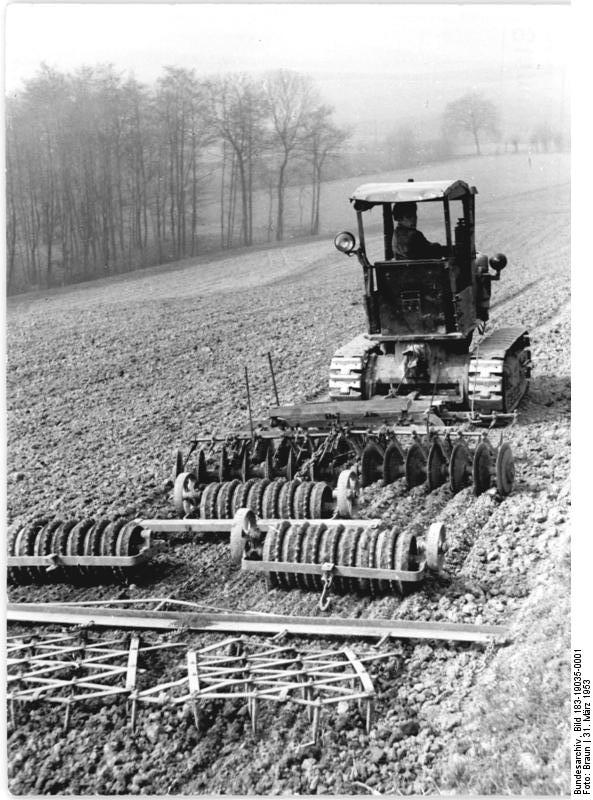
Дискование, в связке дисковая борона, кольчато-зубчатый каток, зубовая борона
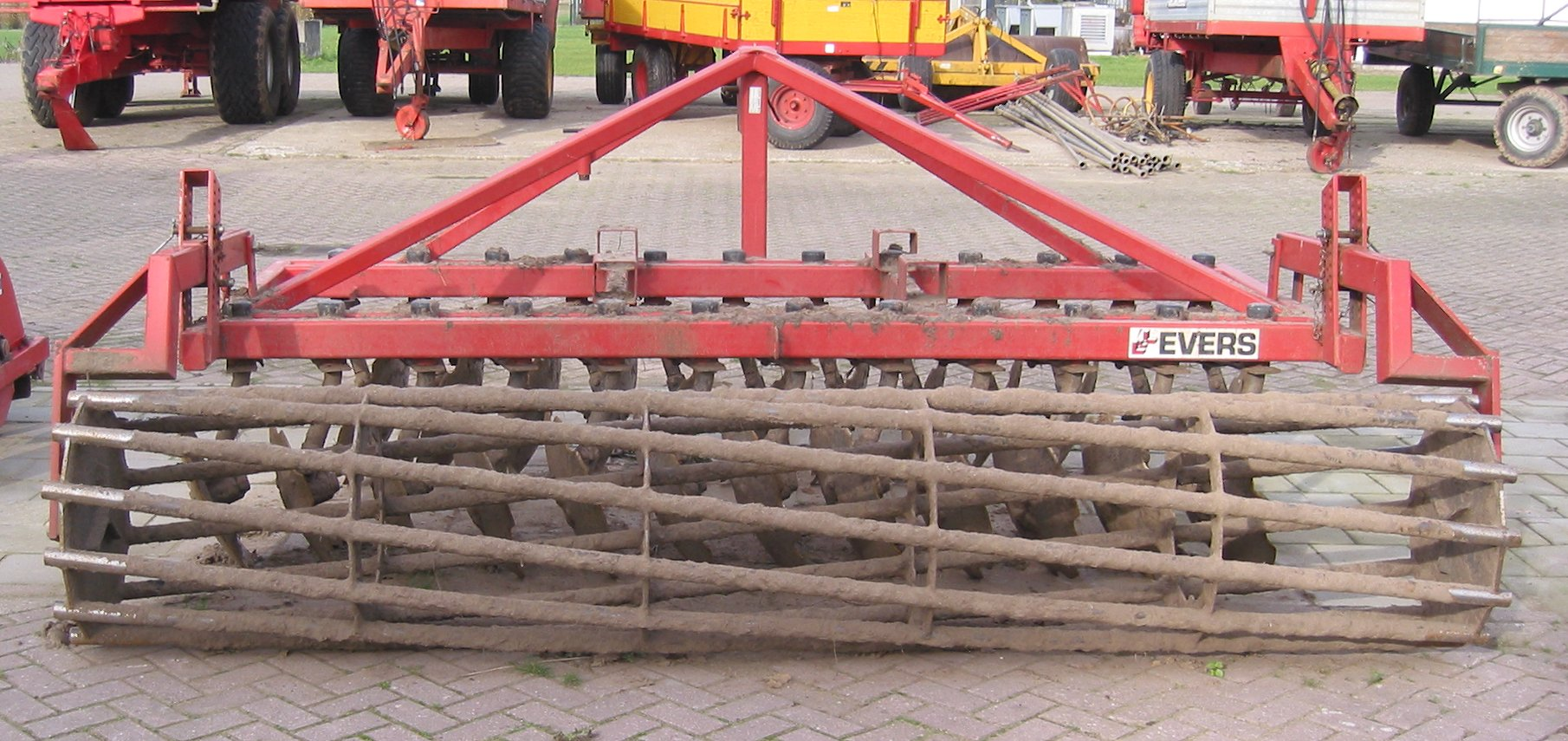
Гладкотрубчатый опорный каток навесного дискового лущильника